# Goz Beïda
Goz Beïda est une ville de l'est du Tchad.
Elle est le chef-lieu de la province du Sila et du département du Kimiti.

## Géographie

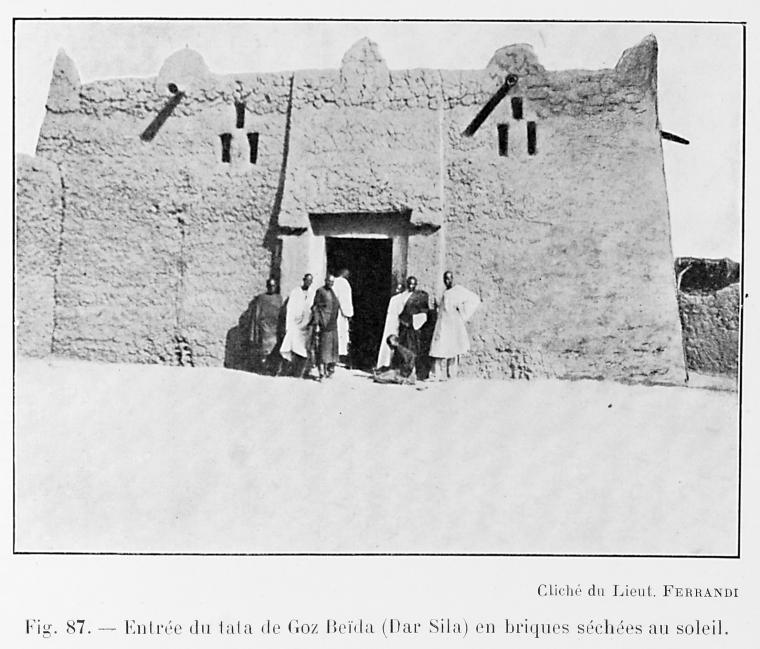
Entrée du tata de Goz Beïda (photo de 1918)

Goz Beïda signifie "dune" blanc en arabe dialectal soudano-tchadien. En effet la ville s'étale ombragée de quelques grands arbres, sur du sable blanc entouré de rochers ocre.
Le Dar Sila est bordé au Nord par le Ouaddi Batha, à l'Est par le Ouaddi Kadja, qui forme la frontière soudanaise, et au Sud par le Bahr Azoum.

## Histoire
C'est le lieu de résidence du Sultan des Dadjo. Le tata de Goz Beïda est le palais de ce Sultan.
Les Dadjo (singulier Didjaï) sont un peuple pacifique et islamisé du sud du Ouaddaï, province centrale de l'est du Tchad.

## Économie
Le marché était le lieu d'échange entre les Peuhls nomades et les sédentaires dadjos.
Le Dar Sila est traversé aussi, deux fois par an, par les arabes Salamat en transhumance. L'est du pays subit le passage des trafiquants soudanais d'ivoire, de poils de girafe, de cornes de rhinocéros voire d'esclaves, qui peuvent aussi voler les bovins pour les revendre au marché de Birao en RCA.

## Transport

Place des ânes.
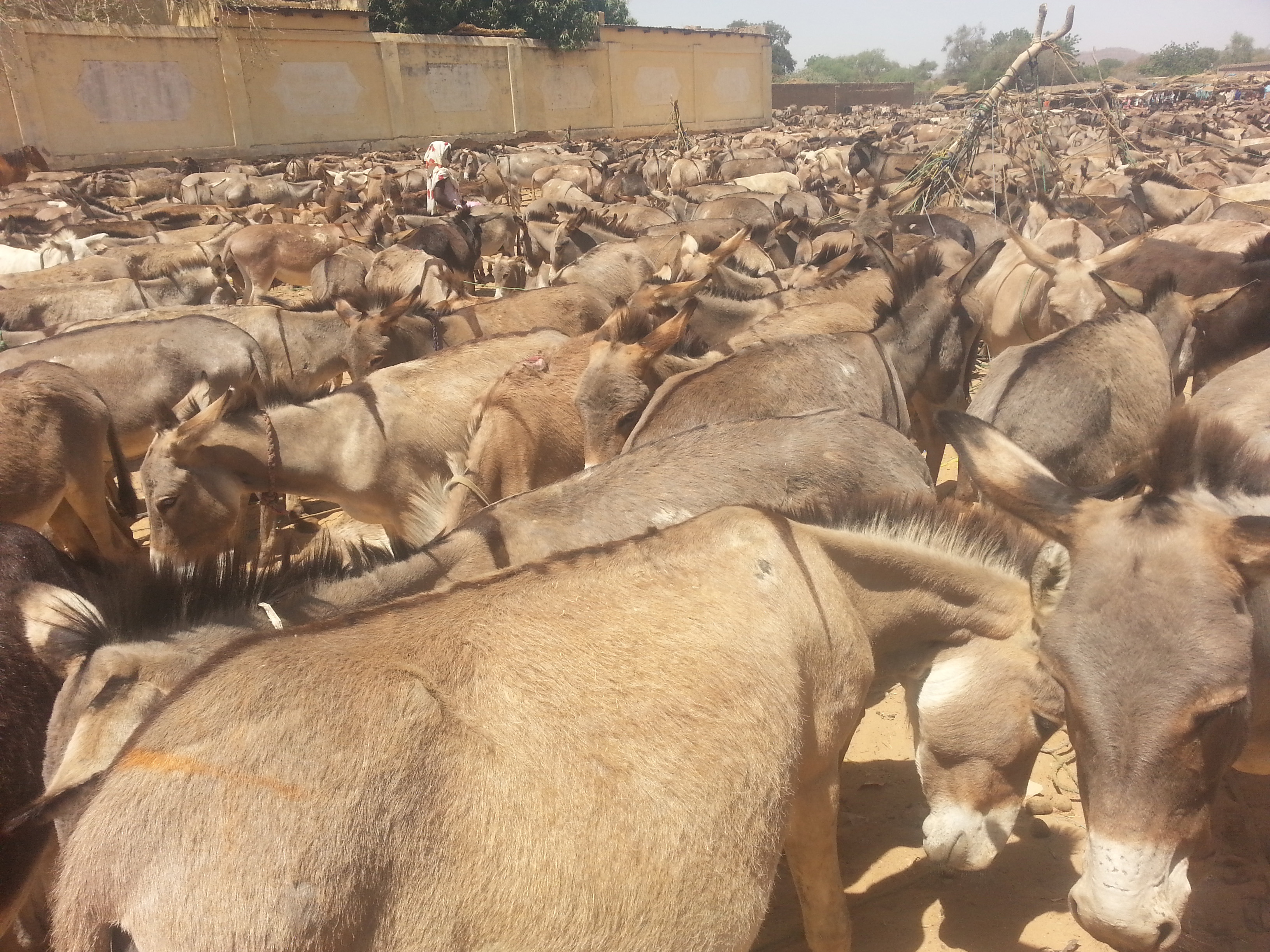
Marché aux ânes le dimanche.
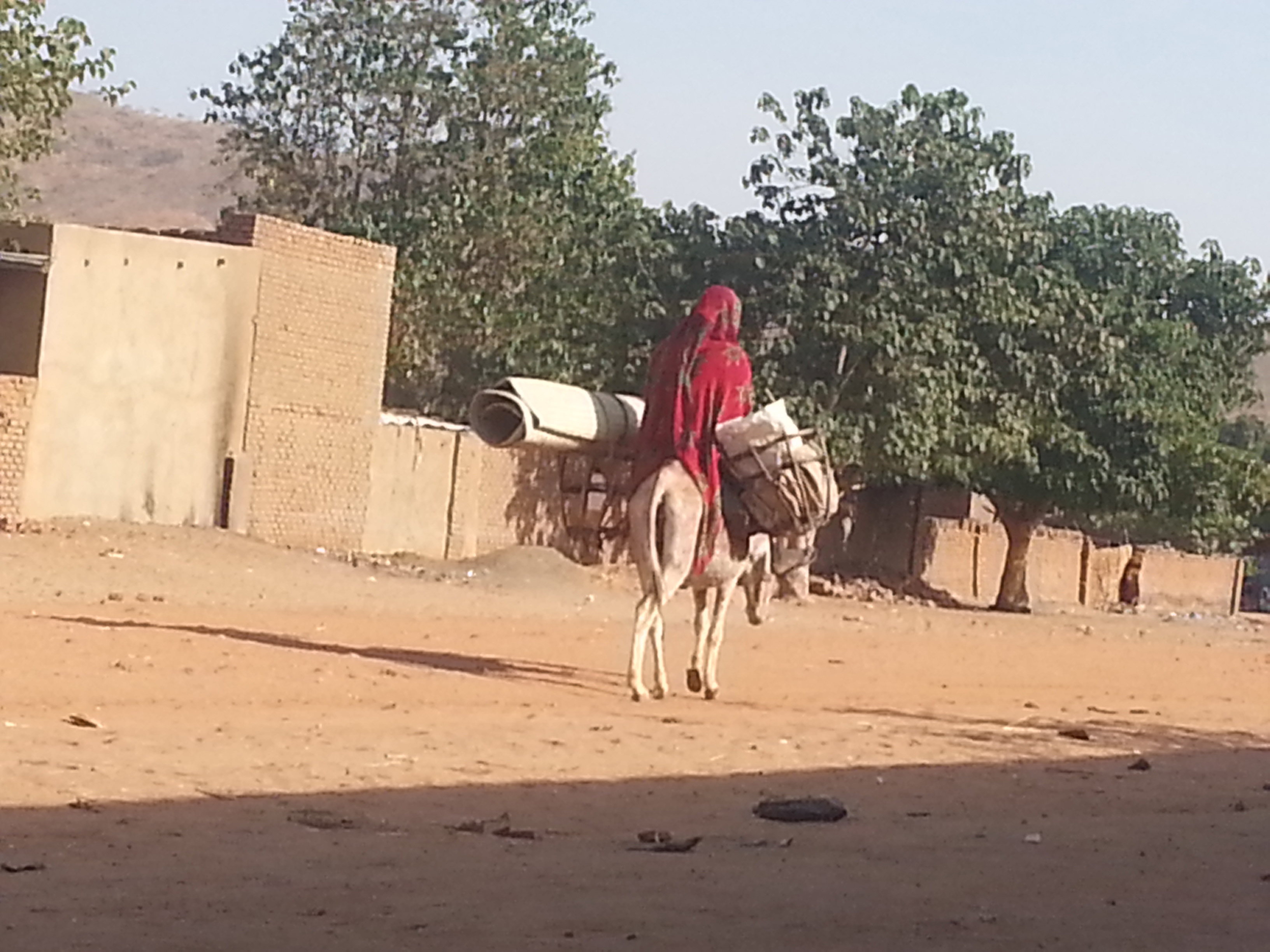
Transport de marchandises.
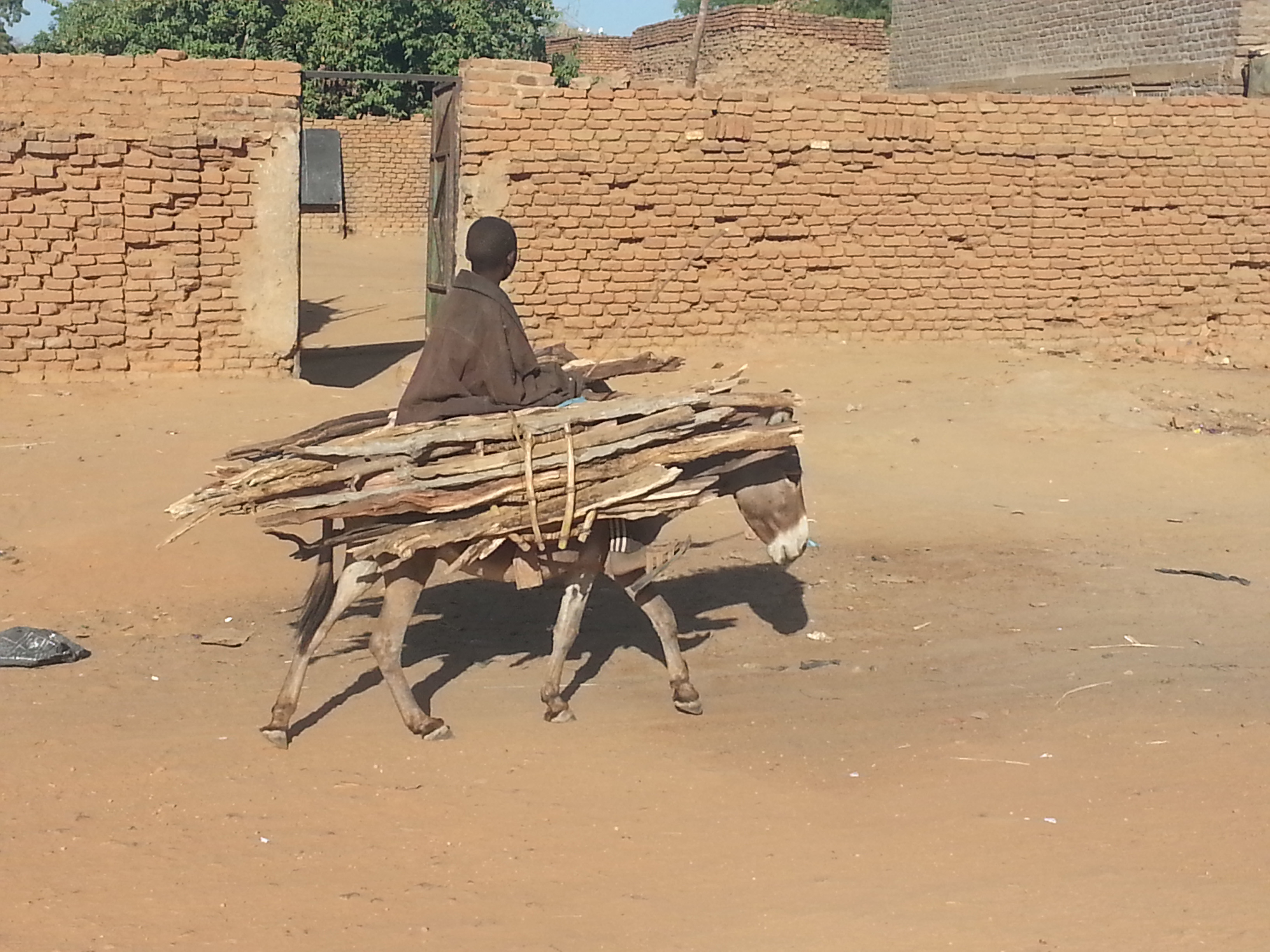
Marchand de fagots.
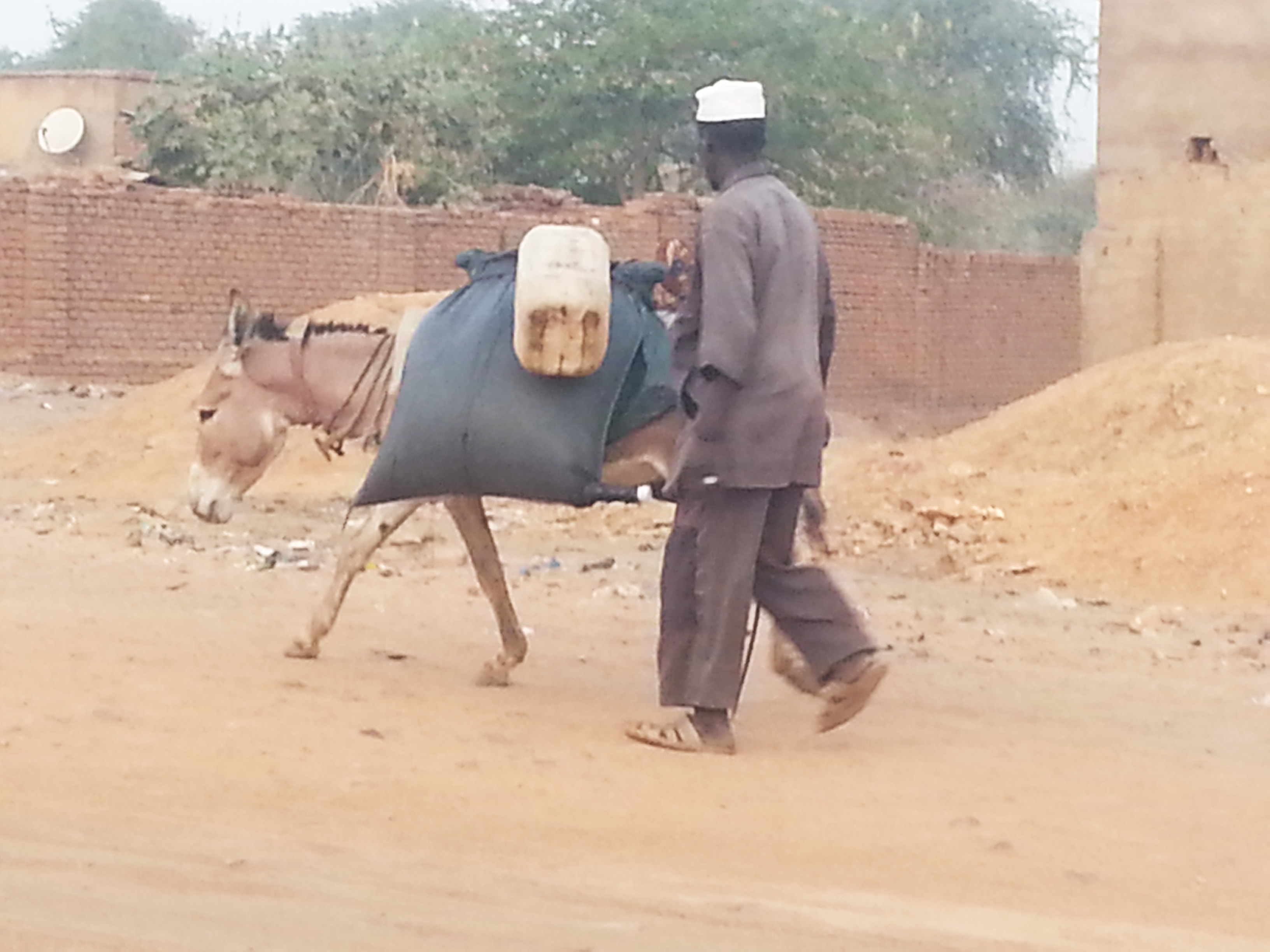
Marchand d'eau.

## Administration
Gouverneur 2012 - août 2017[réf. souhaitée] Général Moussa Haroun Tirgo
Août 2017 Général de Division Ramadan Erdebou[réf. nécessaire]

## Culture

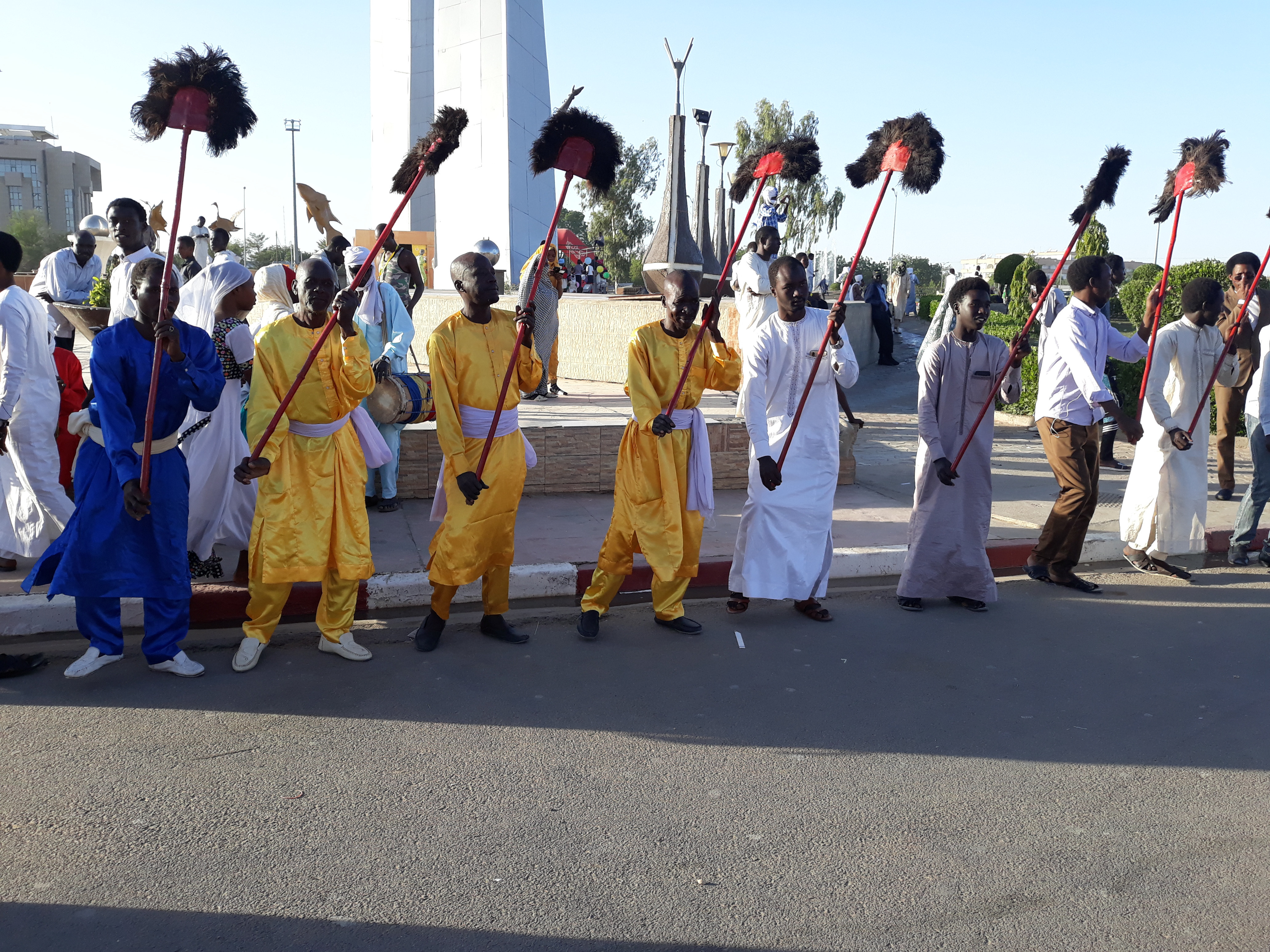
Danse folklorique dans la province du Sila